# AZCA

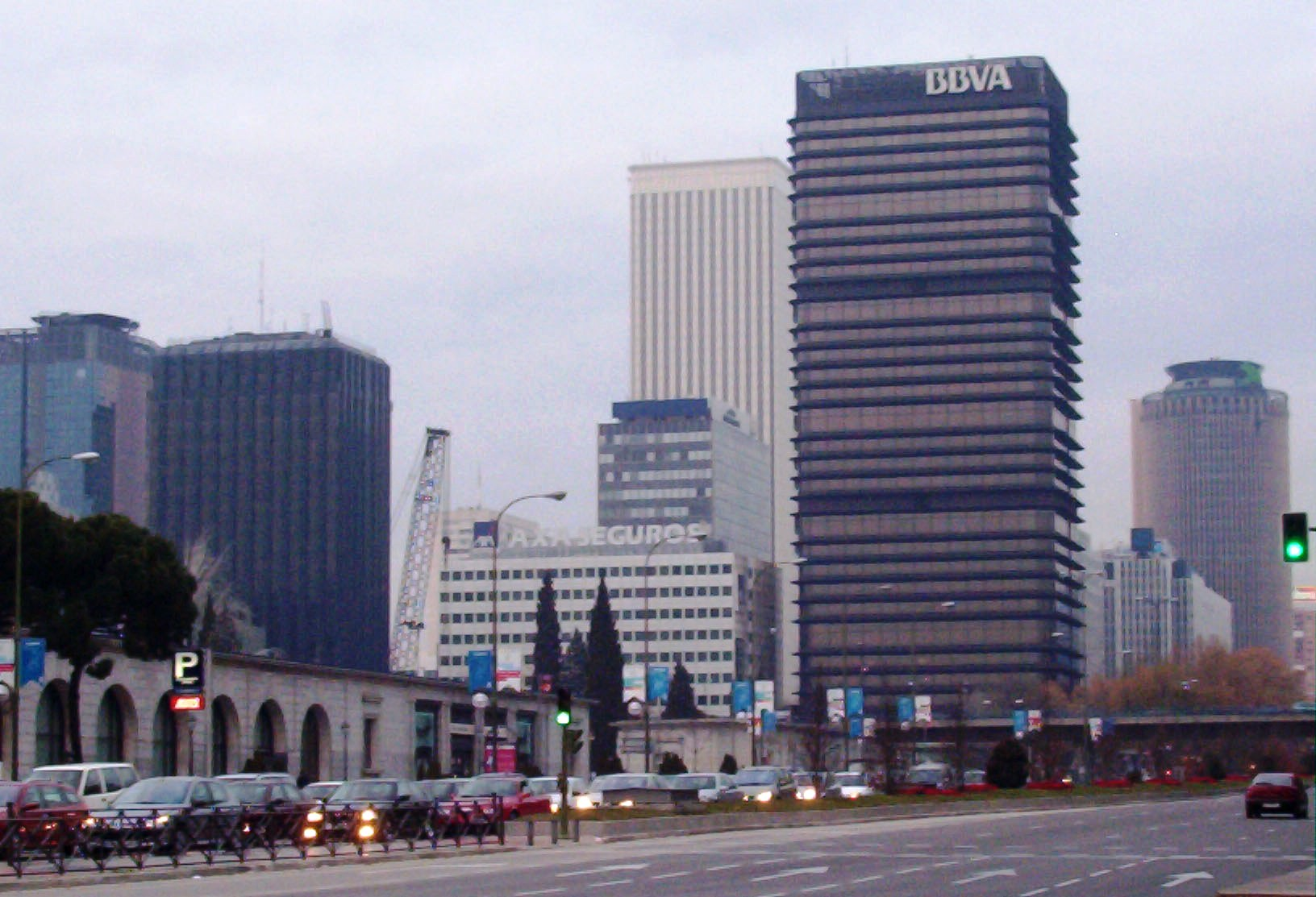
AZCA

AZCA (Akronym für Asociación Mixta de Compensación de la Manzana A de la Zona Comercial de la Avenida de La Castellana de Madrid) im nördlichen Teil der Innenstadt von Madrid ist ein Banken- und Hochhausviertel der Stadt am Paseo de la Castellana.
Lange standen in AZCA die höchsten Gebäude Spaniens, darunter die Torre del Banco de Bilbao, die Torre Europa oder die Torre Picasso. Bis zum 12. Februar 2005 stand in AZCA auch die Torre Windsor, die durch ein Feuer zerstört wurde. AZCA wird manchmal von den Spaniern als das Manhattan Spaniens angesehen. Die ebenfalls in Madrid gelegene Cuatro Torres Business Area löste AZCA Ende 2008 als bedeutendster Wolkenkratzerkomplex des Landes ab.
Pläne für den Bau und den Namen gehen zurück bis in das Jahr 1946. Im expandierenden Norden von Madrid vor dem Estadio Santiago Bernabéu und dem damals neuen Regierungskomplex Nuevos Ministerios sollten moderne Geschäftshäuser mit U-Bahn und Zuganbindung gebaut werden. Geplant waren auch ein botanischer Garten, eine Bibliothek und ein Opernhaus, die alle nie realisiert wurden. 

## Weblink
Koordinaten: 40° 26′ 57″ N, 3° 41′ 34″ W